# Saint-Pierre-les-Bois
Saint-Pierre-les-Bois is een gemeente in het Franse departement Cher (regio Centre-Val de Loire) en telt 305 inwoners (1999). De plaats maakt deel uit van het arrondissement Saint-Amand-Montrond.

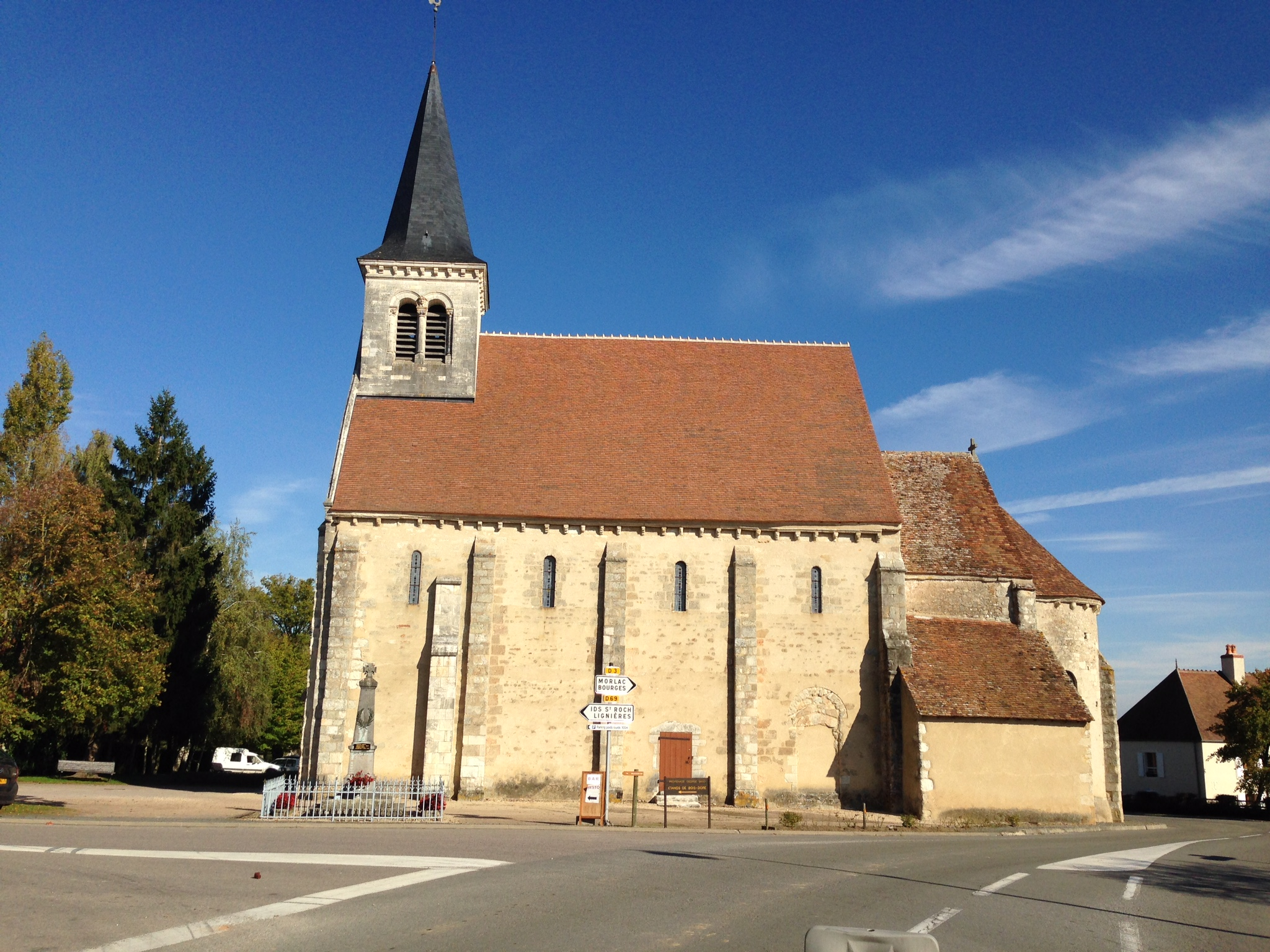
Kerk van Saint-Pierre
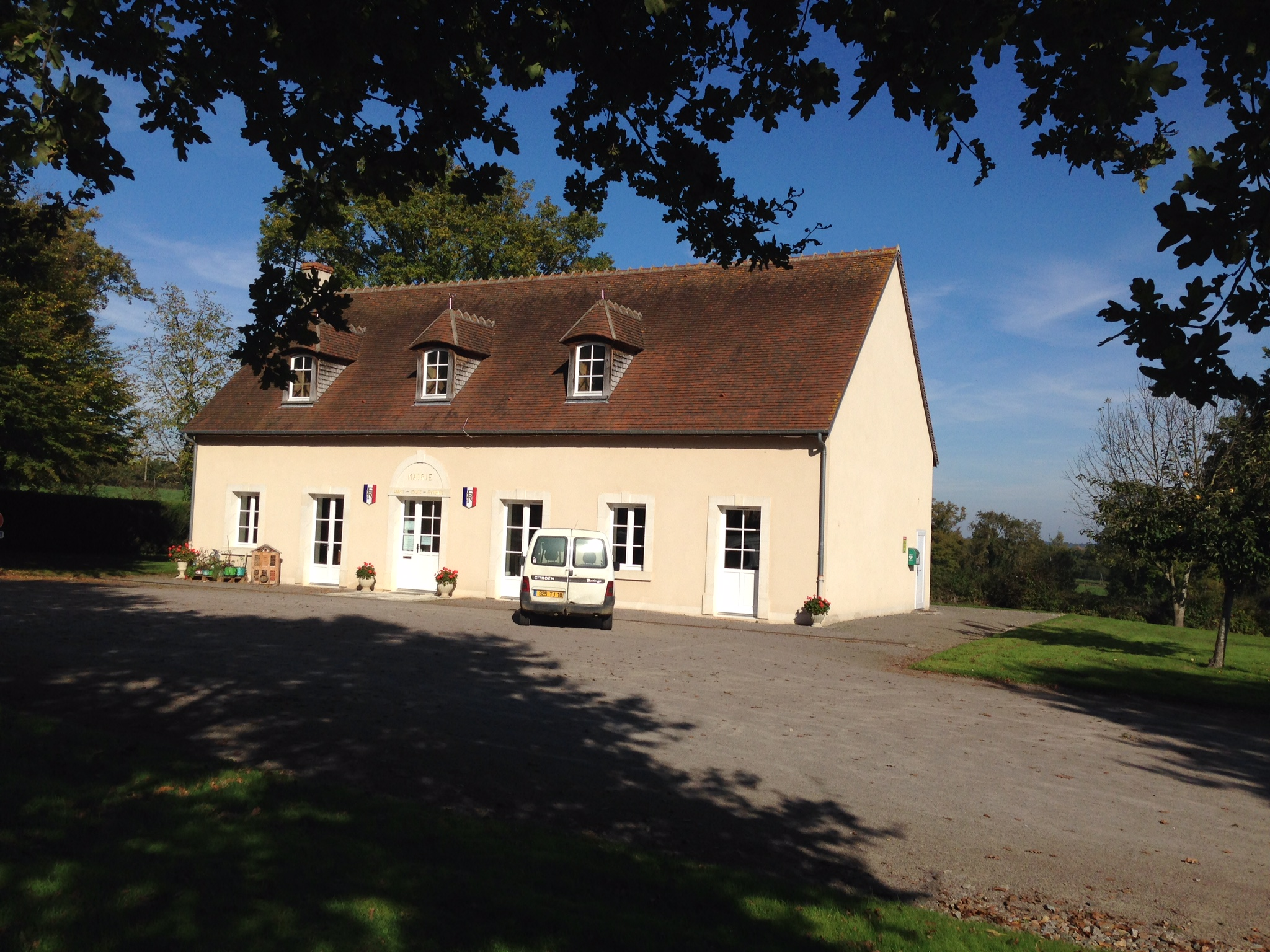
Gemeentehuis

## Geografie
De oppervlakte van Saint-Pierre-les-Bois bedraagt 19,9 km², de bevolkingsdichtheid is 15,3 inwoners per km².
De onderstaande kaart toont de ligging van Saint-Pierre-les-Bois met de belangrijkste infrastructuur en aangrenzende gemeenten.

## Demografie
Onderstaande figuur toont het verloop van het inwonertal (bron: INSEE-tellingen).